# HMS Indefatigable (1909)
HMS Indefatigable − brytyjski krążownik liniowy z okresu I wojny światowej, pierwszy okręt typu Indefatigable. Został zbudowany w latach 1909−1911 jako czwarta jednostka swojej klasy w służbie Royal Navy, nieco zmodyfikowana w stosunku do poprzedniego typu Invincible.
W chwili rozpoczęcia I wojny światowej wchodził w skład Floty Śródziemnomorskiej. Uczestniczył w nieudanym pościgu za niemieckimi krążownikami w sierpniu 1914 roku. Następnie działał w okolicy Dardaneli, między innymi bombardując tureckie umocnienia brzegowe. W lutym 1915 roku został przebazowany na Morze Północne, wchodząc w skład 2. Eskadry Krążowników Liniowych Grand Fleet. W kwietniu i maju 1916 roku pełnił funkcję okrętu flagowego eskadry.
31 maja 1916 roku „Indefatigable” wziął udział w bitwie jutlandzkiej, największym starciu flot w I wojnie światowej. Wchodząc w skład Floty Krążowników Liniowych, dowodzonej przez wiceadmirała Davida Beatty’ego, starł się z niemieckimi jednostkami tej klasy. Już w początkowej fazie bitwy celne pociski z „Von der Tanna” wywołały podwójną eksplozję ładunków artyleryjskich i natychmiastowe zatonięcie brytyjskiego okrętu wraz z 1022 osobami.

## Projektowanie i budowa
Po wybudowaniu w brytyjskich stoczniach pierwszych trzech krążowników liniowych (klasyfikowanych do końca 1911 roku jako wielkie krążowniki pancerne) typu Invincible i na wieść o rozpoczęciu przez najgroźniejszego rywala – Cesarstwo Niemieckie – budowy zbliżonego konstrukcyjnie okrętu „Von der Tann”, Admiralicja przeforsowała rozpoczęcie prac stoczniowych nad kolejną jednostką tej klasy, według nieco tylko zmodyfikowanego projektu. Główną różnicą było nieznaczne wydłużenie kadłuba i co za tym idzie zwiększenie wyporności, skutkujące w wyglądzie zewnętrznym oddaleniem od siebie wież artyleryjskich umieszczonych diagonalnie na śródokręciu, co teoretycznie pozwalało im strzelać ponad pokładem na przeciwległą burtę. Stępkę pod okręt, sfinansowany ze zredukowanego programu rozbudowy floty na lata 1908−1909, położono 23 lutego 1909 roku w stoczni marynarki w Devonport.
Wodowanie odbyło się 28 października 1909 roku, zaś w pełni ukończony okręt został przekazany Royal Navy w dwa lata i jeden dzień po rozpoczęciu budowy, 24 lutego 1911 roku. Nazwę „Indefatigable” otrzymał jako szósty z kolei w brytyjskiej marynarce wojennej. Krążownik wszedł w skład 1. Eskadry Krążowników (ang. 1st Cruiser Squadron) Home Fleet, w styczniu 1913 roku przemianowanej na 1. Eskadrę Krążowników Liniowych (ang. 1st Battlecruiser Squadron).

## Opis konstrukcji

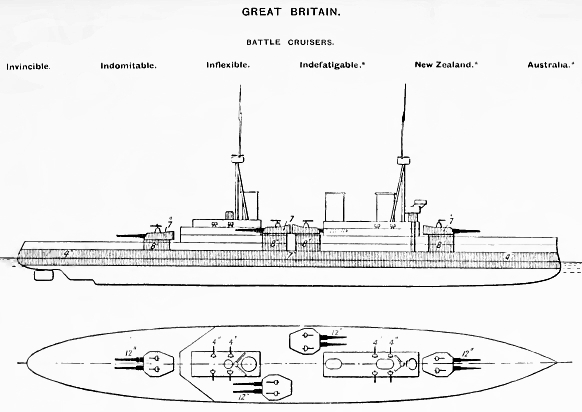
Uproszczony rzut boczny i plan pokładu krążowników liniowych typów Invincible i Indefatigable z rocznika Brasseys Naval Annual 1915

Długość całkowita „Indefatigable” wynosiła 179,8 m, a szerokość maksymalna 24,4 m. Wyporność konstrukcyjna wynosiła 18 470 ton angielskich (ts), pełna 22 080 ts, zaś średnie zanurzenie osiągało 8,1 m.
Siłownia okrętu była w zasadzie nieco wzmocnionym powtórzeniem rozwiązań zastosowanych na poprzednim typie Invincible. Główną różnicą w porównaniu z poprzednikami był brak osobnych turbin marszowych, które okazały się niepraktyczne w zastosowaniu. W dwóch oddzielnych maszynowniach zainstalowane zostały dwa zespoły turbin parowych systemu Parsonsa, każdy składający się z turbiny wysokiego i niskiego ciśnienia. Napędzały one bezpośrednio cztery wały napędowe ze śrubami o średnicy 10 stóp 10 cali (ok. 3,30 m) dla wałów zewnętrznych i 10 stóp 3 cali (ok. 3,12 m) dla wewnętrznych. Przy projektowanej mocy maszyn wynoszącej 43 000 shp, prędkość maksymalna miała wynosić 25 węzłów. Parę do turbin dostarczało 31 (według jednego ze źródeł 32) kotłów wodnorurkowych typu Babcock & Wilcox umieszczonych w pięciu kotłowniach. Zapas paliwa wynosił 3170 ton węgla i 840 ton mazutu, co pozwalało przepłynąć maksymalnie 6690 mil morskich przy prędkości ekonomicznej 10 węzłów. Podczas prób prędkości maksymalnej na mili pomiarowej Polperro „Indefatigable” osiągnął 25,79 węzła przy mocy maszyn 43 000 shp oraz 26,89 węzła z przeforsowaniem do 55 187 shp.
Głównym uzbrojeniem artyleryjskim krążownika było osiem dział BL Mk X kal. 305 mm (12 cali) o długości lufy 45 kalibrów, umieszczonych w czterech wieżach artyleryjskich na podstawach typu BVIII*. Jedna z wież znajdowała się na pokładzie dziobowym, jedna na rufie, zaś dwie pozostałe diagonalnie na śródokręciu. Całość pochodziła z zakładów koncernu Vickersa. Zapas pocisków wynosił po 110 sztuk na działo. Artylerię średniego kalibru, przeznaczoną do zwalczania lżejszych okrętów, tworzyło 16 dział BL Mk VII kal. 102 mm (4 cale), zainstalowanych w kazamatach w nadbudówkach: sześć w dziobowej i dziesięć w rufowej (dwa z nich zostały zdemontowane w 1915 roku). Na każde działo przypadało 100 sztuk amunicji. Uzbrojenie torpedowe składało się z dwóch podwodnych wyrzutni kal. 450 mm (18 cali), z zapasem 12 torped. W marcu 1915 roku na „Indefatigable” zamontowano jedno działo przeciwlotnicze kal. 76 mm (3 cale).
Opancerzenie okrętu, podobnie jak wszystkich brytyjskich krążowników liniowych, było zredukowane do minimum. Składało się z głównego pasa pancernego na burtach, rozciągającego się na całej długości kadłuba. Jego maksymalna grubość wynosiła 152 mm na śródokręciu, by zmniejszać się ku końcom do 102 mm na wysokości barbet skrajnych wież artyleryjskich i ich magazynów amunicyjnych oraz do 64 mm na dziobie i rufie. Wieże i barbety miały pancerz o grubości maksymalnej 178 mm, bojowe stanowisko dowodzenia 254 mm. Opancerzenie poziome składało się z pokładów o grubości od 25 do 65 mm. Podwodną część kadłuba chroniła nieciągła gródź przeciwtorpedowa na wysokości magazynów amunicyjnych o grubości 64 mm. Całość wykonana była ze stali Kruppa: KC (Krupp Cemented) i KNC (Krupp Non-Cemented).
Według projektu załoga krążownika miała liczyć 800 oficerów, podoficerów i marynarzy, w warunkach wojennych szybko wzrosła, podczas bitwy jutlandzkiej na pokładzie znajdowało się 1019 marynarzy i pięć osób cywilnych.

## Służba operacyjna

### We Flocie Śródziemnomorskiej

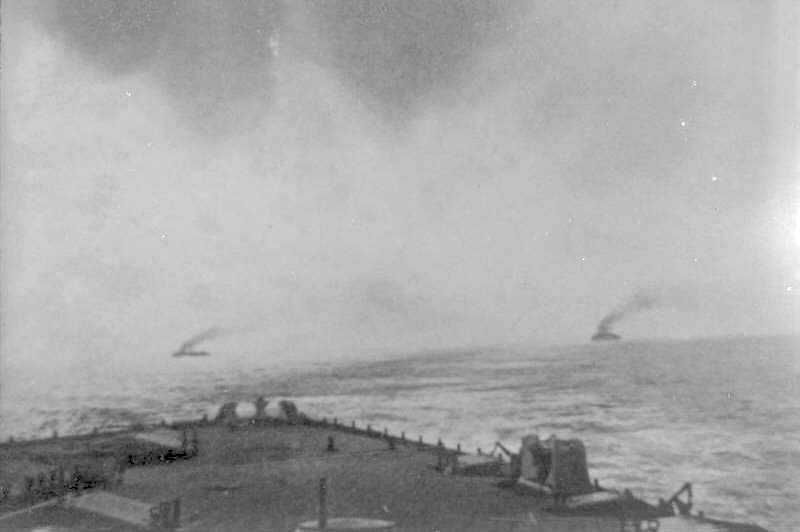
Brytyjski pościg widziany z pokładu „Goebena”

Przedwojenna służba krążownika przebiegała bez znaczących wydarzeń – poza udziałem w rewii koronacyjnej Jerzego V na redzie Spithead 24 czerwca 1911 roku. Po niemal trzech latach przynależności do Home Fleet został w grudniu 1913 roku przebazowany na Morze Śródziemne i wszedł w skład 2. Eskadry Krążowników Liniowych (ang. 2nd Battlecruiser Squadron), bazującej na Malcie. Dowodzona przez admirała Archibalda Milne’a Flota Śródziemnomorska dysponowała wówczas trzema krążownikami liniowymi (były to, poza „Indefatigable”, flagowy „Inflexible” oraz „Indomitable”) i szeregiem mniejszych jednostek. Potencjalnie najpoważniejszym zagrożeniem dla brytyjskich i francuskich działań na obszarze Morza Śródziemnego była niemiecka Eskadra Śródziemnomorska, składająca się z krążownika liniowego „Goeben” i lekkiego „Breslau”. Narastające napięcie międzynarodowe po zamachu w Sarajewie spowodowało przygotowywanie przez sztaby marynarek planów na wypadek wybuchu konfliktu zbrojnego. Według brytyjskiej Admiralicji flota admirała Milne’a miała współdziałać z francuską w osłonie transportów wojsk kolonialnych z francuskiej Algierii do Europy. W tym celu po rozpoczęciu działań wojennych, brytyjskie krążowniki liniowe rozpoczęły patrolowanie rejonu Cieśniny Otranto.
4 sierpnia rano, tuż po wypowiedzeniu Francji wojny przez II Rzeszę, niemieckie okręty zbombardowały dwa algierskie porty: Philippeville i Bône. Powracające do włoskiej Mesyny napotkały na swej drodze płynące w przeciwnym kierunku „Indomitable” i „Indefatigable”. Ponieważ w tamtej chwili Wielka Brytania nie była jeszcze w stanie wojny z Niemcami (wypowiedzenie wojny nastąpiło o północy czasu niemieckiego, po upłynięciu terminu brytyjskiego ultimatum i niemieckiej agresji na neutralną Belgię), okręty brytyjskie rozpoczęły jedynie, po zmianie kursu, śledzenie niemieckiej eskadry. Jednak z powodu kłopotów z urządzeniami napędowymi (prędkość maksymalna „Indefatigable” nie przekraczała wówczas 23 węzłów) nie były w stanie utrzymać kontaktu wzrokowego.
Spodziewając się kolejnej akcji Niemców przeciwko francuskim transportom, admirał Milne zgrupował większość swoich okrętów, w tym „Indefatigable”, na zachód od Mesyny. Tymczasem niemiecki dowódca, kontradmirał Wilhelm Souchon, opuścił 6 sierpnia po południu port w Mesynie i skierował się w stronę Konstantynopola. Admirał Milne, nie będąc pewien intencji przeciwnika, pozostawił swe krążowniki liniowe na miejscu, a później rozkazał im powrócić na Maltę celem uzupełnienia paliwa. Ponownie wyszedł w morze dopiero po północy 8 sierpnia, kierując się początkowo w stronę Cieśniny Otranto. Dopiero 9 sierpnia otrzymał od Admiralicji wyraźny rozkaz podjęcia pościgu za niemiecką eskadrą, która jednak minęła już przylądek Matapan i 11 sierpnia wpłynęła bezpiecznie do Konstantynopola, gdzie wkrótce obydwa krążowniki zostały formalnie wcielone do tureckiej marynarki wojennej.
2 listopada sprzymierzona z Wielką Brytanią Rosja wypowiedziała wojnę Turcji. Następnego dnia brytyjskie okręty otrzymały sygnowany przez pierwszego lorda Admiralicji Winstona Churchilla, rozkaz zbombardowania umocnień tureckich na półwyspie Gallipoli. Akcję przeprowadziły krążowniki liniowe „Indomitable” i „Indefatigable”, wspierane przez dwa francuskie przeddrednoty. W czasie dwudziestominutowego ostrzału fortu Suddel Bahr celny pocisk z „Indefatigable” spowodował eksplozję magazynu amunicji i śmierć 86 tureckich żołnierzy. Wkrótce potem, na początku 1915 roku, krążownik opuścił okolice Dardaneli, zastąpiony przez „Inflexible” i przez Maltę powrócił do Wielkiej Brytanii.

### Bitwa jutlandzka
W Grand Fleet „Indefatigable”, wraz ze swoimi bliźniaczymi jednostkami, „New Zealand” i „Australią”, wszedł w skład 2. Eskadry Krążowników Liniowych. W kwietniu 1916 roku okręt australijski uległ uszkodzeniu w kolizji i został skierowany do stoczni remontowej. Pozostałe dwa wzięły udział w bitwie jutlandzkiej w dniach 31 maja i 1 czerwca 1916 roku, jako część Floty Krążowników Liniowych, dowodzonej przez wiceadmirała Davida Beatty’ego.
Uprzedzona przez Room 40 o możliwej ofensywnej akcji Hochseeflotte brytyjska Admiralicja nakazała dowodzącemu Grand Fleet admirałowi Johnowi Jellicoe koncentrację własnych sił na przewidywanej trasie floty niemieckiej. Awangardę zespołu brytyjskiego stanowiły krążowniki liniowe wiceadmirała Beatty’ego, wzmocnione 5. Eskadrą Pancerników. 31 maja, kilkanaście minut po godzinie 15 (czasu uniwersalnego), obserwatorzy na okrętach obydwu stron zauważyli przeciwnika. Brytyjskie krążowniki liniowe natknęły się na swe niemieckie odpowiedniki z 1. Grupy Rozpoznawczej kontradmirała Franza Hippera. Admirał Beatty nakazał swym jednostkom zwrot na kurs zbliżający go do Niemców, dążąc do nawiązania walki. „Indefatigable” znalazł się na końcu brytyjskiego zespołu, zgodnie z nakazanym podziałem celów rozpoczynając pojedynek artyleryjski z również ostatnim w niemieckim szyku „Von der Tannem”.

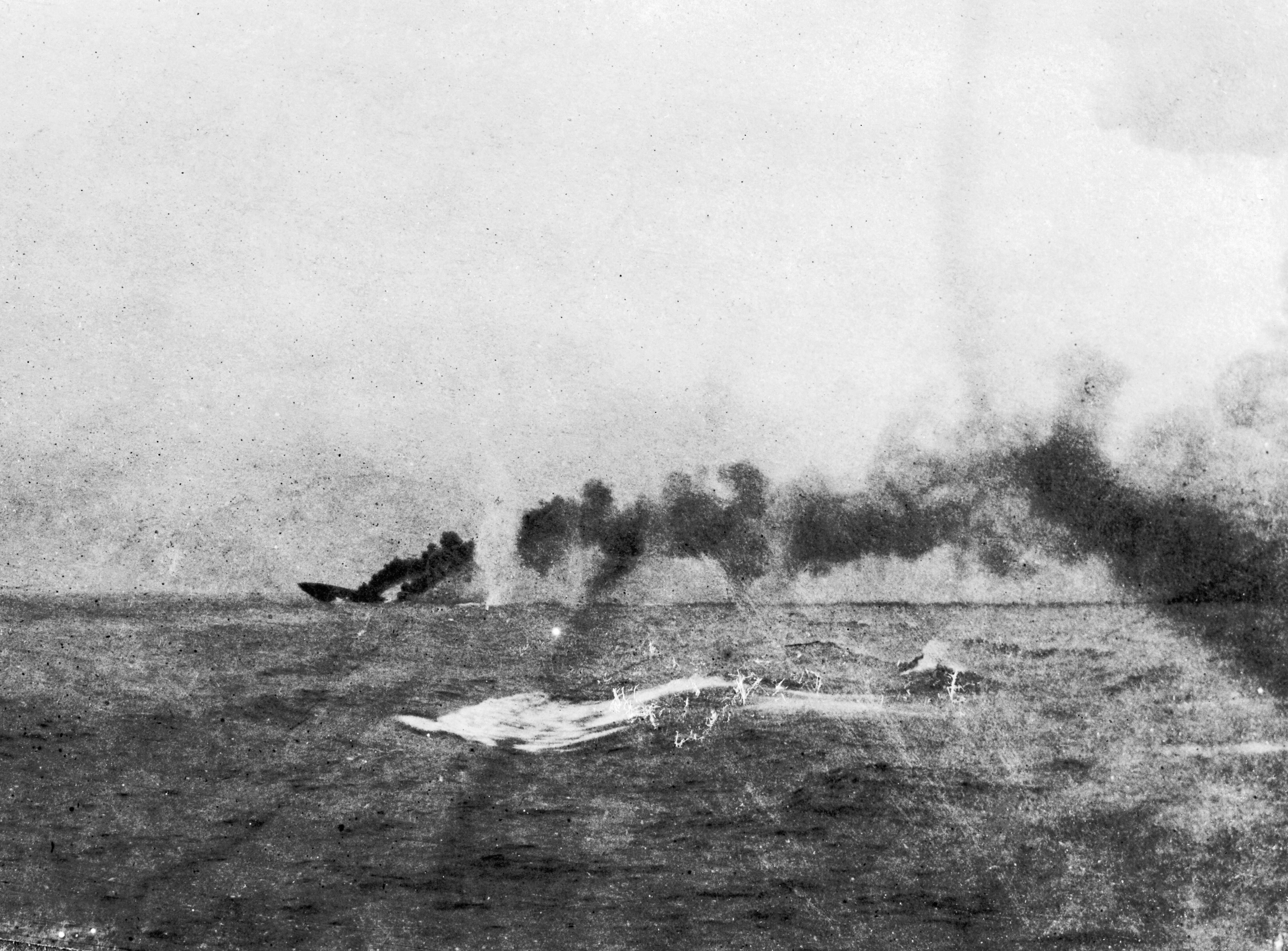
Zatopienie HMS „Indefatigable”

Jako pierwszy otworzył ogień okręt niemiecki, Brytyjczycy odpowiedzieli pierwszą salwą w kilka minut później. Artylerzyści „Indefatigable” wystrzelili w ciągu piętnastominutowego pojedynku około 40 do 50 pocisków, nie uzyskując trafień. Ogień „Von der Tanna” był skuteczniejszy: pierwsze celne pociski trafiły prawdopodobnie w okolicę barbety wieży rufowej, wywołując eksplozję zgromadzonej tam amunicji i zniszczenie urządzenia sterowego, kolejne w dziobową wieżę artyleryjską. O godzinie 16.02 eksplodowały komory amunicyjne krążownika i okręt w krótkim czasie zatonął. Z liczącej 1019 osób załogi przeżyło jedynie dwóch marynarzy, jednym z nich był sygnalista ze znajdującego się na głównym maszcie stanowiska kierowania ogniem, Charles Falmer, drugim starszy marynarz Elliott. Uratował ich po kilku godzinach niemiecki niszczyciel S 16. Marynarze z niemieckiego okrętu zlokalizowali ciężko rannego dowódcę okrętu, komandora C.F. Sowerby'ego i próbowali pomóc mu utrzymać się na powierzchni, ten zmarł jednak w wyniku odniesionych obrażeń. Nie przeżył również żaden z pięciu znajdujących się na pokładzie cywilów.
Grand Fleet powołała dwie komisje w celu zbadania utraty podczas bitwy na skutek wybuchów trzech krążowniów liniowych (oprócz tego, „Queen Mary” i „Invincible”). Ich ustalenia obwiniły złą konstrukcję okrętów – słabe opancerzenie poziome, złą konstrukcję wież i podajników i niestabilność chemiczną kordytu, która wersja następnie stała się obowiązująca. Według jednak obecnych ustaleń, prawdopodobną przyczyną katastrofalnych w skutkach wybuchów było nieprzestrzeganie procedur bezpieczeństwa poprzez gromadzenie w pomieszczeniach podajników licznych otwartych pojemników z ładunkami prochowymi, akceptowane przez dowództwo, dla którego priorytetem była jak największa szybkostrzelność (należy podkreślić, że na krążowniku liniowym „Lion” przed bitwą wprowadzono ścisłe procedury bezpieczeństwa obsługi komór amunicyjnych, i pomimo analogicznego trafienia w wieżę i wybuchu ładunków miotających na podajniku, okręt ocalał).
Wrak okrętu, jako grób morski, jest chroniony przez The Protection of Military Remains Act. Krążownik został również upamiętniony w nazwie szczytu Mount Indefatigable (2670 m n.p.m.) w paśmie Canadian Rockies.